# Kontxu Odriozola
Kontxu Odriozola Lesaka (Azpeitia, Guipúzcoa, 7 de julio de 1945 - 5 de febrero de 2016) fue una actriz española, conocida por su papel de María Luisa en la serie Goenkale.

## Biografía
Trabajó como profesora de escuela durante 17 años. Formó parte de la cantera de actores y actrices de la Escuela de Teatro Antzerti. Trabajó en teatro y cine, pero fue la televisión la que le dio la popularidad entre el público vasco.
En 2008 recibió el premio de la Unión de Actores Vascos como reconocimiento a su trayectoria.
Falleció el 5 de febrero de 2016 víctima de un cáncer.

## Filmografía
- Hamaiketakoa (2012)
- Urte berri on, amona! como Maritxu (2011)
- Médico de familia (1996)
- Goenkale como María Luisa (1994)
- Las seis en punta (1987)